# Phare de Kish Bank
Le phare de Kish Bank est un phare situé en mer d'Irlande au large de Dublin dans le comté de Dublin (Irlande). Il est le point de repère bien connu des marins et des ferries passant par la baie de Dublin et le port de Dún Laoghaire.
Il est exploité par les Commissioners of Irish Lights.

## Kish Bank
Kish Bank (en irlandais : Banc na Cise) est un banc de sable peu profond à environ 11 km au large de la côte de Dublin. Beaucoup de navires ont été détruits sur ces eaux peu profondes. Le Vesper a été perdu en janvier 1876 et le MV Bolivar norvégien s'est échoué sur le banc au cours d'une tempête de neige le 4 mars 1947. Les deux épaves sont maintenant des spots de plongée sous-marine.
Le bateau-postal exploité par la City of Dublin Steam Packet Company le RMS Leinster (en) a été torpillé et coulé par un sous-marin allemand, le 10 octobre 1918. Il coula à 6 km à l'est du phare de Kish avec plus de 500 vies perdues, ce qui fut la plus grande perte en mer d'Irlande. Cinquante-cinq épaves sont répertoriées pour la zone de Kish Bank selon le site Irish Wrecks Online.
En 2000, le département des Ressources marines et naturelles a accordé des licences pour la réalisation d'études détaillées sur les bancs de Kish et Bray pour permette la construction future d'un grand parc éolien offshore.

## Histoire
Le phare de Kish Bank a été installé en 1965, pour remplacer le bateau-phare qui signalait le banc de sable depuis 1811. Une tentative de construction d'un phare en 1842 a été abandonné en raison de sa destruction causée par le mauvais temps. Le premier bateau-phare électrique irlandais, le Gannet, y a été installé en 1954.
Il a été décidé, en 1960, d'ériger un phare en béton armé surmonté d'une piste d'atterrissage d'hélicoptère. Le phare a été réalisé, en tronçon, dans le port de charbon de Dún Laoghaire, à partir de 1963, puis remorqué jusqu'au banc de sable. Son installation finale date du 27 juillet 1965. Sa durée de vie est estimée à 75 ans. La tour de 30 m contient douze étages et la plate-forme d'hélicoptère de 9,8 m de large est sur le dessus. Le bateau-phare a été enlevé le 9 novembre 1965 quand le nouveau phare est entré en fonction. Son faisceau lumineux est visible sur près de 50 km par temps clair. Le phare a été automatisé le 7 avril 1992 et les gardiens sont revenus à terre.

## Sépultures en mer
Du temps où le ministère de la Marine autorisait l'inhumation en mer, pour des personnes décédées à terre, il était exigé que cela se fasse à Kish Bank, où les marées sont fortes et où les sables sont toujours en mouvement.